# Округ Флојд (Индијана)
Округ Флојд (енгл. Floyd County) је округ у америчкој савезној држави Индијана.

## Демографија
По попису из 2010. године број становника је 74.578, што је 3.755 (5,3%) становника више него 2000. године.
| Група             | 2000.          | 2010.          |
| Белци             | 65.652 (92,7%) | 66.505 (89,2%) |
| Афроамериканци    | 3.126 (4,4%)   | 3.873 (5,2%)   |
| Азијати           | 325 (0,5%)     | 704 (0,9%)     |
| Хиспаноамериканци | 772 (1,1%)     | 1.972 (2,6%)   |
| Укупно            | 70.823         | 74.578         |